# Episodi di Even Stevens (terza stagione)
La terza stagione della serie televisiva Even Stevens è stata trasmessa in anteprima negli Stati Uniti d'America da Disney Channel tra il 22 febbraio 2002 e il 4 novembre 2002 ad eccezione degli episodi 3x20, 3x21 e 3x22 che sono stati trasmessi nel corso del 2003.
| nº | Titolo originale                      | Titolo italiano | Prima TV USA      | Prima TV Italia |
| -- | ------------------------------------- | --------------- | ----------------- | --------------- |
| 1  | The Kiss                              |                 | 22 febbraio 2002  |                 |
| 2  | Where in the World Is Pookie Stevens? |                 | 1º marzo 2002     |                 |
| 3  | My Best Friend's Girlfriend           |                 | 22 marzo 2002     |                 |
| 4  | Your Toast                            |                 | 19 aprile 2002    |                 |
| 5  | Band on the Roof                      |                 | 3 marzo 2002      |                 |
| 6  | Little Mr. Sacktown                   |                 | 10 marzo 2002     |                 |
| 7  | Raiders of the Lost Sausage           |                 | 31 marzo 2002     |                 |
| 8  | Close Encounters of the Beans Kind    |                 | 14 giugno 2002    |                 |
| 9  | Short Story                           |                 | 21 giugno 2002    |                 |
| 10 | Hutch Boy                             |                 | 5 luglio 2002     |                 |
| 11 | Hardly Famous                         |                 | 9 agosto 2002     |                 |
| 12 | The King Sloppy                       |                 | 16 agosto 2002    |                 |
| 13 | Boy on a Rock                         |                 | 30 agosto 2002    |                 |
| 14 | Dirty Work                            |                 | 6 settembre 2002  |                 |
| 15 | The Big Splash                        |                 | 9 settembre 2002  |                 |
| 16 | Beans on the Brain                    |                 | 16 settembre 2002 |                 |
| 17 | Snow Job                              |                 | 23 settembre 2002 |                 |
| 18 | Stevens Manor                         |                 | 28 ottobre 2002   |                 |
| 19 | Model Principal                       |                 | 4 novembre 2002   |                 |
| 20 | Surf's Up                             |                 | 31 marzo 2003     |                 |
| 21 | In Ren We Trust                       |                 | 19 settembre 2003 |                 |
| 22 | Leavin' Stevens                       |                 | 2 giugno 2003     |                 |